# Vládcové času
Vládcové času je název české antologie polských vědeckofantastických povídek, kterou roku 1988 vydalo nakladatelství Albatros jako 220. svazek své sešitové edice Karavana. Výbor uspořádal Pavel Weigel, povídky přeložili Pavel Weigel a Jaroslav Olša, jr. (povídka Hlava Kasandry), knihu ilustroval James Janíček.

## Obsah knihy
Svazek obsahuje tyto povídky:
- Stefan Weinfeld: Vládcové času (1965, Władcy czasu).
- Konrad Fiałkowski: Nulové řešení (1965, Zerowe rozwiązanie)
- Jerzy Strusiński: Bariéra (1984, Bariera).
- Julia Nidecká: Megalománie (1976, Megalomania).
- Andrzej Czechowski: 90 000 000 000 kilometrů od Slunce (1966, 90 000 000 000 kilometrów od Słońca).
- Andrzej Krzepkowski: Vítěz (1977, Zwycięzca).
- Andrzej Kossakowski: Nenechal jsem se uspat (1980, Nie dam się uśpić).
- Jacek Sawaszkiewicz: Patent (1978, Patent˙).
- Wiktor Żwikiewicz:  Volání na Mléčné dráze (1974, Wołanie na Mlecznej Drodze).
- Krzysztof Wiesław Malinowski:  Paracelsovi žáci (1972, Uczniowie Paracelsusa).
- Ryszard Głowacki: Miss sektoru (1982, Miss sektora).
- Witold Zegalski: Stav ohrožení (1966, Stan zagrożenia).
- Janusz Andrzej Zajdel: Epizoda bez následků (1979, Epizod bez następstw).
- Zbigniew Dworak: Model supernovy (1977, Model supernowej).
- Marek Baraniecki: Hlava Kasandry (1983, Głowa Kasandry).